# Греков, Владимир Павлович
Владимир Павлович Греков (18 июля 1852 — после 1914) — русский генерал от кавалерии, участник Туркестанских походов и Русско-Японской войны.

## Биография
По происхождению из дворян Оренбургского Казачьего войска. Окончил Оренбургскую Неплюевскую военную гимназию и 3-е Александровское Военное Училище по 1 разряду. На службе с 27.08.1870. Хорунжий (с 21.07.1872 со старшинством от 17.07.1871). Сотник с 07.07.1873. Есаул за боевые отличия с 25.02.1875. Войсковой старшина с 12.12.1879. Подполковник за боевые отличия с 1881. полковник с 1887.07.17. Генерал-майор с 1900.01.26. Генерал-лейтенант с 24.08.1905. Произведён в генералы от кавалерии (18.07.1913) с увольнением от службы по возрастному цензу. За отличие в Туркестанских походах был пожалован золотой шашкой с надписью «За храбрость».
Командир 2-й бригады 5 кавалерийской дивизии (09.03.1900-16.04.1904). Командующий Оренбургской Казачьей дивизии (16.04-09.07.1906). Прикомандирован к ГУКВ (1906). Прикомандирован к штабу Варшавского ВО (1906—1909). Начальник 1-й Туркестанской казачьей дивизии (01.08.1906 — 18.07.1913). Участник Туркестанских экспедиций в 1873, 1875, 1876 и 1880-1881 годах. Участвовал в Русско-японской войне.

## Награды
- Орден Святой Анны 2-й ст. (1881),
- Орден Святого Станислава 3-й ст. (1873),
- (Орден Святого Станислава 2-й ст. (1876),
- Орден Святого Владимира 4-й ст. (1875), Орден Святого Владимира 3-й ст. (1891),
- Орден Святого Станислава 1-й ст. (1903),
- Орден Святой Анны 1-й ст. (1899), Орден Святого Владимира 2-й ст. (1903),
- Орден Белого Орла (1913),
- Бухарский орден золотой звезды 1-й ст. (1909),
- Золотое оружие «За храбрость» (1904),
- медаль «В память царствования имп. Александра III» (1897),
- медаль «За походы в Средней Азии 1853—1895 гг.» (1898).